# Pollards lambda-algoritme
Pollards lambda-algoritme, ook bekend onder de naam Pollards kangoeroe-algoritme, is een algoritme om de discrete logaritme te vinden. De Britse wiskundige John Pollard beschreef deze methode in hetzelfde artikel als waarin hij Pollards rho-algoritme voor logaritmen beschreef.
Pollards lambda-algoritme is bruikbaar om de discrete logaritme te bepalen, als men weet dat deze tot een beperkt aantal waarden {\displaystyle \{a,\ldots ,b\}} behoort.
Door {\displaystyle a=0} en {\displaystyle b=p-1} te stellen is het mogelijk om het Pollard lambda-algoritme voor algemene {\displaystyle n} te gebruiken, maar Pollards lambda-algoritme gaat veel sneller als {\displaystyle \{a,\ldots ,b\}} een relatief klein aantal waarden bevat.

## Het algoritme
Kies een verzameling S met gehele getallen en definier een functie f(x) die de groep G afbeeldt op deze verzameling S.

Kies vervolgens een geheel getal N en bereken een rij groepselementen {\displaystyle (x_{0},x_{1},\ldots ,x_{N})} als: {\displaystyle x_{0}=g^{b}} en {\displaystyle x_{i+1}=x_{i}\cdot g^{f(x_{i})}} voor {\displaystyle i=0,1,\ldots ,N-1}.

Berekenen daarna de som van alle afzonderlijke {\displaystyle f(x_{i})}: {\displaystyle d=\sum _{i=0}^{N-1}f(x_{i})}

Er geldt nu dus: 
{\displaystyle x_{N}=x_{0}\cdot g^{f(x_{0})}\cdot g^{f(x_{1})}\cdot \ldots \cdot g^{f(x_{N-1})}=x_{0}\cdot g^{d}=g^{b}\cdot g^{d}=g^{b+d}}
Berekenen nu een tweede reeks groepselementen {\displaystyle (y_{0},y_{1},\ldots ,y_{N})} als: {\displaystyle y_{0}=h,y_{i+1}=y_{i}\cdot g^{f(y_{i})}} voor {\displaystyle i=0,1,\ldots ,N-1}

Bereken tegelijkertijd de rij {\displaystyle (d_{0},d_{1},\ldots } waarbij {\displaystyle d_{k}=\sum _{i=0}^{k-1}f(y_{i})}

Dan geldt: {\displaystyle y_{i}=y_{0}\cdot g^{f(y_{0})}\cdot g^{f(y_{1})}\cdot \ldots \cdot g^{f(y_{i})}=h\cdot g^{d_{i}}} voor {\displaystyle i=0,1,\ldots ,N-1}

Ga door met het berekenen van nieuwe termen {\displaystyle y_{i}} en {\displaystyle d_{i}} totdat een van de volgende twee situaties optreedt:
i) {\displaystyle y_{j}=x_{N}} voor bepaalde {\displaystyle j}.
Dan geldt: {\displaystyle x_{N}=y_{j}\Leftrightarrow g^{b+d}=h\cdot g^{d_{j}}\Leftrightarrow h=g^{b+d-d_{j}}} waaruit de gezochte {\displaystyle n\equiv b+d-d_{j}{\pmod {p}}} gevonden kan worden.
ii) {\displaystyle d_{i}=b-a+d}
Wanneer dit gebeurt, kan {\displaystyle n} zo niet worden bepaald.
We kunnen de verzameling S en/of de functie f(x) veranderen en opnieuw de verschillende stappen van het algoritme doorlopen.